# Coppa del Belgio 2017-2018
La Coppa del Belgio 2017-2018 è stata la 63ª edizione della coppa nazionale belga di calcio. Ha inizio il 28 luglio 2017 e si conclude il 17 marzo 2018 con la finale. Lo Zulte Waregem è la squadra detentrice del trofeo.

## Formato
Tutti i turni della Coppa del Belgio, con eccezione delle semifinali, si disputano con partite di sola andata ad eliminazione diretta. Le squadre appartenenti alla Pro League entrano nei sedicesimi di finale. Alla competizione partecipano 312 squadre:
- 224 squadre provenienti dalle serie provinciali;
- 64 squadre provenienti dalla Derde klasse;
- 8 squadre provenienti dalla Tweede klasse;
- 16 squadre provenienti dalla Pro League.

## Primo turno
Al primo turno partecipano 224 squadre appartenenti alle serie provinciali e alla Promotion.
| Squadra 1                 | Risultato       | Squadra 2                      |
| ------------------------- | --------------- | ------------------------------ |
| 28 luglio 2017            |                 |                                |
| Messancy                  | 1 – 7           | Bertrix                        |
| Gedinnois                 | 3 – 0           | Longlier                       |
| 29 luglio 2017            |                 |                                |
| Elene-Grotenberge         | 2 – 1           | Lochristi                      |
| Herentals                 | 3 – 1           | Meerle                         |
| Standard Elen             | 0 – 4           | Leopoldsburg                   |
| Vorselaar                 | 1 – 2           | Racing Mechelen                |
| Ekeren                    | 0 – 2           | Brasschaat                     |
| Verbroedering Balen       | 2 – 0           | Sporting Wijchmaal             |
| Banneux                   | 0 – 0 (3-4 dcr) | Verlaine                       |
| Francs Borains            | 1 – 0           | Standard Flawinne              |
| Tournai                   | 2 – 0           | Rumbeke                        |
| Ninove                    | 8 – 0           | Jette                          |
| Herent                    | 0 – 4           | Diegem                         |
| Esperanza Pelt            | 0 – 0 (4-2 dcr) | Achel                          |
| Racing Peer               | 0 – 2           | Tervant                        |
| Stade Bierbeek            | 3 – 3 (7-6 dcr) | Ganshoren                      |
| Huvo Jeuk                 | 2 – 1           | Retie                          |
| Givry                     | 0 – 1           | Longlier II                    |
| Lorrain Arlon             | 1 – 2           | Bertrix II                     |
| Flavion Sport             | 1 – 1 (5-6 dcr) | Libramont                      |
| Spy                       | 2 – 1           | Pesche                         |
| Couvin-Mariembourg        | 0 – 1           | Nismes                         |
| 30 luglio 2017            |                 |                                |
| Reet                      | 1 – 6           | Robur                          |
| Zepperen-Brustem          | 2 – 4           | Tongeren                       |
| Eendracht Wervik          | 4 – 0           | Eernegem                       |
| Vlamertinge               | 0 – 3           | RC Lauwe                       |
| Brielen                   | 0 – 4           | Menen                          |
| Belœil                    | 1 – 1 (6-5 dcr) | Wielsbeke                      |
| Estaimbourg               | 0 – 3           | Voorwaarts Zwevezele           |
| Lauwe                     | 0 – 1           | Havinnes                       |
| Poperinge                 | 2 – 4           | Sassport Boezinge              |
| Taintignies               | 0 – 6           | Racing Waregem                 |
| Oostnieuwkerke            | 2 – 0           | Kortemark                      |
| Harchies-Bernissart       | 0 – 1           | Oostduinkerke                  |
| Péruwelz                  | 6 – 0           | Westrozebeke                   |
| Drongen                   | 1 – 5           | Avanti                         |
| Jong Lede                 | 2 – 1           | Maldegem                       |
| Westkapelle               | 5 – 0           | Dikkelvenne                    |
| Ardennen                  | 0 – 2           | Merelbeke                      |
| Wingene                   | 5 – 0           | Berlare                        |
| Oostkamp                  | 0 – 0 (6-5 dcr) | Eendracht Aalter               |
| De Jeugd Lovendegem       | 0 – 4           | Zelzate                        |
| Sporting Sint-Gillis-Waas | 4 – 1           | Sint-Kruis-Winkel              |
| Varsenare                 | 0 – 2           | Blankenberge                   |
| Ternesse                  | 3 – 1           | Eendracht Buggenhout           |
| Bonheiden                 | 1 – 2           | FC Lebbeke                     |
| Gierle                    | 0 – 5           | Houtvenne                      |
| Putte                     | 1 – 4           | Svelta Melsele                 |
| Mariekerke                | 1 – 1 (5-6 dcr) | Eendracht Zele                 |
| Jong Vlaanderen Kruibeke  | 0 – 0 (3-2 dcr) | Lille                          |
| Berlaar-Heikant           | 3 – 4           | Walem                          |
| Sint-Job                  | 4 – 2           | Oppuurs                        |
| Mariaburg                 | 0 – 2           | Hamme-Zogge                    |
| SC Aarschot               | 2 – 0           | Wolvertem                      |
| Betekom                   | 2 – 2 (7-6 dcr) | Racing Jet Wavre               |
| Union Lasne-Ohain         | 2 – 2 (3-6 dcr) | Hoeilaart                      |
| Waterloo                  | 1 – 1 (7-6 dcr) | KDN United                     |
| Sterrebeek                | 2 – 1           | Strombeek                      |
| Tollembeek                | 0 – 0 (5-4 dcr) | Kampenhout                     |
| Appelterre-Eichem         | 0 – 1           | Eppegem                        |
| Huizingen                 | 5 – 2           | Léopold                        |
| Woluwe Zaventem           | 5 – 1           | Eendracht Mazenzele            |
| Voorde                    | 1 – 2           | Sporting Bruxelles             |
| Braine                    | 4 – 0           | Wemmel                         |
| Liedekerke                | 1 – 0           | Ternat                         |
| Sint-Dymphna              | 1 – 4           | Eendracht Termien              |
| Diest                     | 3 – 1           | Alken                          |
| Helson Helchteren         | 2 – 0           | Wellen                         |
| Zutendaal                 | 1 – 3           | HIH Hoepertingen               |
| Flandria Paal             | 1 – 2           | KMR Biesen                     |
| Wezel                     | 2 – 1           | Herk                           |
| Sporting Budingen         | 1 – 2           | Grimbie                        |
| Vlijtingen                | 5 – 1           | KVK Beringen                   |
| Ster-Francorchamps        | 1 – 0           | Stockay-Warfusée               |
| Huy                       | 4 – 0           | Verviétois                     |
| Bütgenbach                | 0 – 5           | Tilleur                        |
| Namur                     | 2 – 1           | Pontisse Cité                  |
| Richelle United           | 4 – 0           | Dalhem                         |
| Herstal                   | 6 – 0           | Fernelmont-Hemptinne           |
| Loyers II                 | 0 – 4           | Aywaille                       |
| Weywertz                  | 1 – 1 (6-5 dcr) | Cointe-Liège                   |
| Ougrée                    | 0 – 4           | URSL Visé                      |
| Jamboise                  | 3 – 2           | Andennais                      |
| La Calamine II            | 0 – 3           | UCE Liegi                      |
| Stade Disonais            | 2 – 0           | Verviers                       |
| Queue-du-Bois             | 1 – 3           | Assesse                        |
| Malmundaria               | 1 – 1 (5-3 dcr) | Amay                           |
| Tilffois                  | 0 – 2           | Loyers                         |
| Onhaye                    | 5 – 2           | Habay-la-Vieille               |
| Mormont                   | 4 – 0           | Melreux                        |
| Poupehan                  | 0 – 2           | Habay-la-Neuve                 |
| La Roche                  | 3 – 1           | Lierneux                       |
| Champlon                  | 1 – 1 (4-6 dcr) | Marloie Sport                  |
| Nassogne                  | 1 – 1 (5-3 dcr) | RJ Rochefort                   |
| Wellin                    | 1 – 0           | Gouvy                          |
| Florenville               | 0 – 3           | ES de la Molignée              |
| Pâturages                 | 1 – 5           | Albert Quévy-Mons              |
| Villers-La-Ville          | 1 – 1 (5-4 dcr) | Stade Brainois                 |
| Mont-Saint-Guibert        | 2 – 3           | Manage                         |
| Binche                    | 0 – 1           | PAC Buzet                      |
| Malonne                   | 1 – 8           | Aische                         |
| RAS Monceau               | 0 – 1           | La Louvière Centre             |
| Rhisnes                   | 2 – 4           | Solre-sur-Sambre               |
| Montignies II             | 0 – 5           | Tamines                        |
| Anderlues                 | 1 – 0           | Saint-Ghislain Tertre-Hautrage |
| Chastre                   | 2 – 1           | Givry                          |
| Rapid Symphorinois        | 7 – 1           | Le Roeulx                      |
| Flénu                     | 1 – 4           | Grand-Leez                     |
| Bambrugge                 | 1 – 1 (5-3 dcr) | Wetteren-Kwatrecht             |
| Katelijne-Waver           | 2 – 1           | Nijlen                         |
| Grimbergen                | 3 – 2           | Nederhasselt                   |
| Zonhoven                  | 0 – 2           | Bilzerse Waltwilder            |

## Secondo turno
Al secondo turno partecipano le 112 squadre vincenti il primo turno e 48 squadre della Derde klasse.
| Squadra 1                 | Risultato         | Squadra 2                |
| ------------------------- | ----------------- | ------------------------ |
| 5 agosto 2017             |                   |                          |
| Hamoir                    | 1 – 0             | Merelbeke                |
| Helson Helchteren         | 0 – 2             | La Louvière Centre       |
| Libramont                 | 0 – 5             | Boom                     |
| Solre-sur-Sambre          | 0 – 0 (4-2 dcr)   | Walem                    |
| Houtvenne                 | 4 – 0             | Ster-Francorchamps       |
| Turnhout                  | 3 – 0             | Belœil                   |
| Marloie Sport             | 0 – 3             | Hoogstraten              |
| RWDM47                    | 3 – 1             | Leopoldsburg             |
| Robur                     | 2 – 2 (6-5 dcr)   | Bornem                   |
| Brasschaat                | 1 – 4             | City Pirates             |
| Zwarte Leeuw              | 4 – 0             | Racing Waregem           |
| Esperanza Neerpelt        | 0 – 0 (5-4 dcr)   | Thes Sport               |
| Spy                       | 0 – 3             | Cappellen                |
| Huy                       | 2 – 0             | UCE Liegi                |
| Tempo Overijse            | 2 – 1             | Namur                    |
| Racing Mechelen           | 1 – 2             | Olsa Brakel              |
| La Louvière               | 0 – 0 (6-7 dcr)   | Londerzeel               |
| 6 agosto 2017             |                   |                          |
| Elene-Grotenberge         | 0 – 3             | Diest                    |
| Waterloo                  | 1 – 4             | Tienen                   |
| Hoeilaart                 | 0 – 1             | RFCB Sprimont            |
| RC Lauwe                  | 1 – 4             | RFC Liegi                |
| Acren                     | 2 – 1             | Woluwe Zaventem          |
| Duffel                    | 4 – 1             | Braine                   |
| RES Durbuy                | 1 – 0             | Verbroedering Balen      |
| Avanti                    | 0 – 2             | Sporting Hasselt         |
| Ternesse                  | 1 – 3             | Spouwen-Mopertingen      |
| Malmundaria               | 0 – 3             | Olympic Charleroi        |
| URSL Visé                 | 2 – 4             | Sint-Eloois-Winkel       |
| Olympia Wijgmaal          | 3 – 1             | Jong Vlaanderen Kruibeke |
| Habay-la-Neuve            | 0 – 6             | Westhoek                 |
| Wallonia Walhain          | 4 – 0             | Westkapelle              |
| White Star Bruxelles      | 1 – 1 (8-7 dcr)   | La Roche                 |
| Aywaille                  | 2 – 1             | Izegem                   |
| Eendracht Zele            | 1 – 4             | Bocholt                  |
| Gullegem                  | 2 – 0             | Wellin                   |
| Stade Bierbeek            | 2 – 1             | Solières Sport           |
| Vlijtingen                | 3 – 1             | Sint-Niklase             |
| Liedekerke                | 1 – 7             | Gent-Zeehaven            |
| Union La Calamine         | 1 – 1 (5-6 dcr)   | Grimbergen               |
| Wallonne Ciney            | 2 – 2 (4-6 dcr)   | Ninove                   |
| Chastre                   | 1 – 3             | Harelbeke                |
| Waremme                   | 3 – 0             | Oostnieuwkerke           |
| Nassogne                  | 0 – 2             | Sparta Petegem           |
| Pepingen                  | 2 – 0             | Sterrebeek               |
| Meux                      | 0 – 1             | Bilzerse Waltwilder      |
| Péruwelz                  | 2 – 2 (7-6 dcr)   | Rebecquoise              |
| Hades                     | 0 – 1             | Bambrugge                |
| Torhout                   | 9 – 0             | Assesse                  |
| Menen                     | 1 – 1 (11-10 dcr) | Vosselaar                |
| Blankenberge              | 1 – 1 (5-6 dcr)   | Temse                    |
| Sint-Lenaarts             | 1 – 0             | Sassport Boezinge        |
| Sporting Sint-Gillis-Waas | 0 – 3             | Ronse                    |
| Jong Lede                 | 4 – 1             | Wezel                    |
| Tilleur                   | 5 – 1             | SC Aarschot              |
| Albert Quévy-Mons         | 5 – 1             | Hamme-Zogge              |
| Francs Borains            | 5 – 1             | Herstal                  |
| Havinnes                  | 1 – 5             | Rapid Symphorinois       |
| Sporting Bruxelles        | 3 – 2             | Villers-La-Ville         |
| Grand-Leez                | 1 – 2             | Eppegem                  |
| Oostduinkerke             | 1 – 2             | PAC Buzet                |
| Tollembeek                | 0 – 4             | ES de la Molignée        |
| Grimbie                   | 0 – 2             | Mormont                  |
| Manage                    | 2 – 2 (5-7 dcr)   | Huvo Jeuk                |
| Sint-Job                  | 2 – 3             | KMR Biesen               |
| Tervant                   | 2 – 5             | Givry                    |
| Voorwaarts Zwevezele      | 2 – 0             | HIH Hoepertingen         |
| Herentals                 | 7 – 0             | Gedinnois                |
| Loyers                    | 3 – 3 (11-12 dcr) | Onhaye                   |
| Betekom                   | 1 – 0             | Verlaine                 |
| Bertrix                   | 0 – 1             | Eendracht Wervik         |
| Aische                    | 0 – 1             | Anderlues                |
| Richelle United           | 2 – 0             | Nismes                   |
| Tournai                   | 1 – 3             | Eendracht Termien        |
| Huizingen                 | 0 – 5             | FC Lebbeke               |
| Tamines                   | 2 – 2 (6-4 dcr)   | Diegem                   |
| Weywertz                  | 7 – 0             | Jamboise                 |
| Svelta Melsele            | 1 – 1 (5-6 dcr)   | Zelzate                  |
| Wingene                   | 2 – 1             | Tongeren                 |
| Oostkamp                  | 1 – 0             | Stade Disonais           |
| Bertrix II                | 0 – 6             | Katelijne-Waver          |

## Terzo turno
Al terzo turno partecipano le 80 squadre vincenti il secondo turno e altre 16 squadre provenienti dalla Derde klasse.
| Squadra 1            | Risultato       | Squadra 2            |
| -------------------- | --------------- | -------------------- |
| 12 agosto 2017       |                 |                      |
| Tilleur              | 2 – 0           | Deinze               |
| Eendracht Wervik     | 1 – 0           | Ninove               |
| Lommel               | 4 – 0           | Gullegem             |
| Spouwen-Mopertingen  | 2 – 4           | Knokke               |
| Solre-sur-Sambre     | 0 – 1           | Geel                 |
| Robur                | 2 – 1           | Katelijne-Waver      |
| RWDM47               | 1 – 0           | Londerzeel           |
| Turnhout             | 2 – 0           | Anderlues            |
| Tempo Overijse       | 1 – 0           | Vlijtingen           |
| Dessel Sport         | 2 – 2 (8-7 dcr) | Gent-Zeehaven        |
| Patro Eisden         | 0 – 3           | La Louvière Centre   |
| Boom                 | 1 – 1 (6-5 dcr) | Virton               |
| Bocholt              | 1 – 1 (5-4 dcr) | Sporting Châtelet    |
| Lierse Kempenzonen   | 1 – 0           | Stade Bierbeek       |
| 13 agosto 2017       |                 |                      |
| Oostkamp             | 1 – 2           | FC Lebbeke           |
| Aywaille             | 1 – 1 (6-4 dcr) | Huy                  |
| Duffel               | 3 – 2           | Tamines              |
| Acren                | 2 – 1           | Westhoek             |
| Richelle United      | 2 – 2 (7-5 dcr) | Bambrugge            |
| Péruwelz             | 0 – 0 (4-2 dcr) | Eendracht Termien    |
| Bilzerse Waltwilder  | 2 – 0           | Rapid Symphorinois   |
| Houtvenne            | 1 – 2           | Menen                |
| RFC Liegi            | 2 – 1           | Zwarte Leeuw         |
| Jong Lede            | 1 – 3           | Oudenaarde           |
| Givry                | 1 – 6           | Berchem              |
| Diest                | 0 – 0 (3-4 dcr) | Pepingen             |
| Eppegem              | 0 – 1           | Temse                |
| Hoogstraten          | 1 – 0           | Huvo Jeuk            |
| White Star Bruxelles | 0 – 8           | Sporting Bruxelles   |
| Olsa Brakel          | 1 – 2           | City Pirates         |
| Wingene              | 2 – 0           | Ronse                |
| Waremme              | 2 – 2 (8-7 dcr) | Wallonia Walhain     |
| Mormont              | 2 – 1           | Tienen               |
| Dender               | 4 – 0           | KMR Biesen           |
| Heist                | 4 – 2           | Zelzate              |
| Sint-Eloois-Winkel   | 1 – 1 (3-5 dcr) | Seraing              |
| Sporting Hasselt     | 3 – 1           | Francs Borains       |
| Albert Quévy-Mons    | 2 – 1           | ES de la Molignée    |
| Harelbeke            | 0 – 0 (5-3 dcr) | Olympic Charleroi    |
| VW Hamme             | 2 – 1           | Voorwaarts Zwevezele |
| RES Durbuy           | 2 – 1           | Hamoir               |
| Onhaye               | 3 – 1           | Betekom              |
| Weywertz             | 1 – 3           | Grimbergen           |
| RFCB Sprimont        | 2 – 3           | Sparta Petegem       |
| Eendracht Aalst      | 2 – 0           | Torhout              |
| Esperanza Neerpelt   | 6 – 2           | PAC Buzet            |
| Olympia Wijgmaal     | 4 – 2           | Cappellen            |
| Sint-Lenaarts        | 1 – 0           | Herentals            |

## Quarto turno
Al quarto turno partecipano le 48 squadre vincenti il terzo turno.
| Squadra 1           | Risultato       | Squadra 2          |
| ------------------- | --------------- | ------------------ |
| 19 agosto 2017      |                 |                    |
| Sint-Lenaarts       | 1 – 0           | Grimbergen         |
| RWDM47              | 3 – 0           | VW Hamme           |
| Turnhout            | 2 – 2 (6-5 dcr) | Harelbeke          |
| Dessel Sport        | 5 – 0           | Sporting Hasselt   |
| La Louvière Centre  | 3 – 0           | Albert Quévy-Mons  |
| Lommel              | 7 – 0           | Mormont            |
| 20 agosto 2017      |                 |                    |
| Olympia Wijgmaal    | 3 – 0           | Esperanza Neerpelt |
| Tilleur             | 2 – 1 (dts)     | Hoogstraten        |
| RFC Liegi           | 2 – 0           | Wingene            |
| Péruwelz            | 0 – 1           | Menen              |
| Acren               | 3 – 5           | Geel               |
| Temse               | 2 – 0           | FC Lebbeke         |
| Duffel              | 4 – 2           | Waremme            |
| Aywaille            | 0 – 4           | Knokke             |
| Richelle United     | 1 – 2           | Eendracht Wervik   |
| RES Durbuy          | 4 – 0           | Berchem            |
| Oudenaarde          | 2 – 0           | Dender             |
| Eendracht Aalst     | 3 – 0           | Pepingen           |
| Boom                | 3 – 1           | Onhaye             |
| Sporting Bruxelles  | 0 – 4           | Lierse Kempenzonen |
| Bilzerse Waltwilder | 3 – 1           | Robur              |
| Heist               | 2 – 1 (dts)     | City Pirates       |
| Bocholt             | 2 – 1           | Seraing            |
| Tempo Overijse      | 3 – 3 (7-5 dcr) | Sparta Petegem     |

## Quinto turno
Al quinto turno partecipano le 24 squadre vincenti il quarto turno e le 8 squadre appartenenti alla Tweede klasse.
| Squadra 1          | Risultato       | Squadra 2            |
| ------------------ | --------------- | -------------------- |
| 24 agosto 2017     |                 |                      |
| Cercle Bruges      | 3 – 1 (dts)     | Temse                |
| 26 agosto 2017     |                 |                      |
| Tilleur            | 1 – 4           | Union Saint-Gilloise |
| Sint-Lenaarts      | 0 – 2           | Lierse               |
| Eendracht Wervik   | 2 – 3           | Boom                 |
| RWDM47             | 1 – 1 (4-5 dcr) | La Louvière Centre   |
| Oudenaarde         | 3 – 3 (6-7 dcr) | Tubize-Braine        |
| Roeselare          | 3 – 1           | Bilzerse Waltwilder  |
| Lierse Kempenzonen | 2 – 3           | Beerschot VA         |
| Lommel             | 2 – 0           | Dessel Sport         |
| Tempo Overijse     | 2 – 3           | RES Durbuy           |
| 27 agosto 2017     |                 |                      |
| Olympia Wijgmaal   | 0 – 1           | Bocholt              |
| Westerlo           | 4 – 0           | Menen                |
| OH Lovanio         | 8 – 0           | Turnhout             |
| Geel               | 3 – 0           | Duffel               |
| Eendracht Aalst    | 1 – 2           | RFC Liegi            |
| Knokke             | 2 – 5           | Heist                |

## Sedicesimi di finale
Ai sedicesimi di finale partecipano le 16 squadre vincenti il quinto turno e le 16 squadre della Pro League.
| Squadra 1         | Risultato   | Squadra 2            |
| ----------------- | ----------- | -------------------- |
| 19 settembre 2017 |             |                      |
| Kortrijk          | 5 – 3       | RES Durbuy           |
| Anversa           | 2 – 0       | Lierse               |
| Sint-Truiden      | 4 – 2 (dts) | OH Lovanio           |
| 20 settembre 2017 |             |                      |
| Malines           | 3 – 0       | Bocholt              |
| RFC Liegi         | 2 – 3       | Zulte Waregem        |
| Ostenda           | 3 – 1       | Union Saint-Gilloise |
| Lommel            | 1 – 2       | Waasland-Beveren     |
| Cercle Bruges     | 0 – 1       | Genk                 |
| R.E. Mouscron     | 3 – 1       | Tubize-Braine        |
| Lokeren           | 2 – 0       | Beerschot VA         |
| Roeselare         | 1 – 5       | Club Bruges          |
| Geel              | 2 – 3       | Gent                 |
| Eupen             | 3 – 2       | Boom                 |
| Westerlo          | 0 – 1       | Anderlecht           |
| Standard Liegi    | 4 – 0       | Heist                |
| 21 settembre 2017 |             |                      |
| Charleroi         | 4 – 0       | La Louvière Centre   |

## Ottavi di finale
| Squadra 1        | Risultato       | Squadra 2      |
| ---------------- | --------------- | -------------- |
| 28 novembre 2017 |                 |                |
| Ostenda          | 2 – 0           | Sint-Truiden   |
| R.E. Mouscron    | 0 – 1           | Charleroi      |
| 29 novembre 2017 |                 |                |
| Kortrijk         | 4 – 2           | Anversa        |
| Malines          | 1 – 1 (4-5 dtr) | Genk           |
| Gent             | 2 – 1           | Lokeren        |
| Waasland-Beveren | 2 – 0           | Eupen          |
| Anderlecht       | 0 – 1           | Standard Liegi |
| 30 novembre 2017 |                 |                |
| Zulte Waregem    | 2 – 3 (dts)     | Club Bruges    |

## Quarti di finale
| Squadra 1        | Risultato       | Squadra 2        |
| ---------------- | --------------- | ---------------- |
| 12 dicembre 2017 |                 |                  |
| Kortrijk         | 4 – 1           | Gent             |
| Ostenda          | 2 – 3           | Standard Liegi   |
| 13 dicembre 2017 |                 |                  |
| Genk             | 3 – 3 (4-2 dtr) | Waasland-Beveren |
| 16 gennaio 2018  |                 |                  |
| Club Bruges      | 5 – 1           | Charleroi        |

## Semifinali
| Squadra 1                         | Totale     | Squadra 2   | Andata | Ritorno |
| --------------------------------- | ---------- | ----------- | ------ | ------- |
| 30 gennaio 2018 / 6 febbraio 2018 |            |             |        |         |
| Kortrijk                          | 3 – 3 (gt) | Genk        | 3 – 2  | 0 – 1   |
| 31 gennaio 2018 / 8 febbraio 2018 |            |             |        |         |
| Standard Liegi                    | 6 – 4      | Club Bruges | 4 – 1  | 2 – 3   |

## Finale
| Arbitro: | Lardot |

|  |           |           |
|  | Marcatori | 92’ Emond |